# A Shipwreck in the Sand
A Shipwreck in the Sand är Silversteins fjärde studioalbum. Det släpptes 31 mars 2009. Albumet är indelat i fyra kapitel. Vices är den enda singeln från detta album. Även fyra covers följde med albumet om det köptes via Itunes.

## Låtlista
Chapter One: It Burns Within Us All
1. "A Great Fire"
2. "Vices" (ft Liam Cormier)
3. "Broken Stars"

Chapter Two: Liars, Cheaters and Thieves
1. "American Dream"
2. "Their Lips Sink Ships"
3. "I Knew I Couldn't Trust You"
4. "Born Dead" (ft Scott Wade)

Chapter Three: Fight Fire with Fire
1. "A Shipwreck in the Sand"
2. "I Am the Arsonist"
3. "You're all I Have"

Chapter Four: Death and Taxes
1. "We Are Not the World"
2. "A Hero Loses Every Day"
3. "The Tide Raises Every Ship"
4. "The End" (ft Lights)

Itunes bonusspår
1. "Help" (The Beatles-cover)
2. "Go Your Own Way" (Fleetwood Mac-cover)
3. "Three Miles Down" (Saves the Day-cover)
4. "Total Bummer" (NOFX-cover)